# Géographie de l'Arabie saoudite
La géographie de l'Arabie saoudite, malgré la prépondérance du désert dans le pays, offre une grande diversité, ne serait-ce que dans les tailles, les formes et les couleurs des dunes sablonneuses couvrant les vastes étendues désertiques. La partie méridionale des monts Sarawat, (c'est-à-dire les monts de l'Asir - Sarat-el Asir - et ceux du Yémen - Sarat-el-Yemen), caractéristique du sud-ouest et très verdoyante, contraste fortement avec le reste du pays. Le Nadj escarpé d'origine sédimentaire au centre du pays n'est que le demi-frère des plateaux cristallins du Nadj de l'Ouest ; quant aux aires couvertes de laves au nord et à l'ouest du pays, elles offrent la plus frappante disparité avec les immenses mers de sable du nord, du sud et de l'est, tant d'un point de vue géomorphique que d'un point de vue culturel.

## Géologie
La péninsule doit la plupart de ses caractéristiques physiques à la séparation tectonique qui lui a donné naissance : le schisme de la péninsule arabique et de l'Afrique du Nord-Est le long du rift de la Mer Rouge au cours de l'Ère tertiaire.
Le premier tiers ouest du pays est un bloc cristallin massif de roches éruptives et métamorphiques, accompagnées de basaltes de formation plus récente à l'ouest.
À l'est cette zone, des couches sédimentaires couvrent le reste de la péninsule jusqu'au sultanat d'Oman et la région d'al-Hajar, les strates s'affaissant en direction de l'est, mais avec une succession d'affleurements plus jeunes dès que l'on s'approche du Golfe. En surface, les mers de sable et les dunes tapissent plus d'un tiers de la péninsule, joignant le Nafud ou Nefoud, au nord, au Rub al-Khali au sud par l'intermédiaire de l'arc de dunes de Dahna.
Dans les années 1930, le Rub al-Khali a été exploré par St. John Philby, l'un des premiers européens à le traverser et à le décrire. Ses relevés sont à l'origine du premier tracé de la frontière entre le Yémen et l'Arabie saoudite.

## Hydrologie
Jusque dans les années 1980, l'Arabie saoudite disposait encore de ressources aquifères, en surface et souterraines, formées il y a très longtemps et non renouvelables. Ces dernières années, ces ressources ont été utilisées abondamment, tant à des fins agricoles que domestiques ; afin de répondre à la demande importante, l'eau consommée dans le pays provient désormais principalement de l’eau de mer dessalée. À la suite de la surconsommation de l'agriculture par rapport aux autres besoins du pays, la culture de céréales est abandonnée en 2016. Dans Al-Hasa, de grandes fosses profondes sont constamment réapprovisionnées par des sources artésiennes grâce aux eaux souterraines du bassin versant est du Jabal Tuwayq. Ces puits permettent l'irrigation d'oasis vastes mais locales. Dans le Hedjaz et l'Asir, les puits sont abondants ; dans le Nejd et les grands déserts, des points d'eau sont relativement moins nombreux et éparpillés sur une immense zone.
La technologie moderne a localisé et augmenté la disponibilité d'une grande partie de l'eau souterraine ; la Saudi Arabian Oil Company a trouvé d'importantes réserves dans plusieurs régions du nord et de l'Arabie orientale. Le gouvernement saoudien, la Saudi Aramco, et l'Organisation des Nations unies pour l'alimentation et l'agriculture ont fait des efforts conjoints afin d'exploiter les ressources en eau souterraine de manière durable, mais la surexploitation de ces ressources entre les années 1970 et 2000 fait craindre une disparation de celles-ci. Il faut creuser désormais à plus de 2 000 mètres de profondeur sous Al Safi pour trouver de l'eau.
La consommation d’eau et d’électricité en Arabie Saoudite est deux fois supérieure à la moyenne internationale et s’élève à environ 20 milliards de mètres cubes par jour en 2014, elle augmente de 5 % par an.